# Snow Hill Island
Snow Hill Island (englisch, in Argentinien und Chile spanisch Isla Cerro Nevado, deutsch jeweils in etwa „Schneehügelinsel“) ist eine der Antarktischen Halbinsel vorgelagerte Insel im Weddellmeer.

## Geografie
Sie liegt gegenüber der James-Ross-Insel auf der südöstlichen Seite der Admiralitätsstraße. Getrennt durch die etwa 800 Meter breite Picnic Passage, schließt sich unmittelbar nordöstlich  die Seymour-Insel an, wo Argentinien seit 1969 die Forschungsstation Base Antártica Marambio betreibt. Vier Kilometer westlich, am südwestlichen Ausgang der Admiralitätsstraße, liegt die Lockyer-Insel. Snow Hill Island ist etwa 35 km lang, fast 16 km breit und besitzt eine Fläche von rund 371,2 km². Die Insel ist zu 96 % vergletschert und weist nur in ihrem nördlichen Teil, der Spath-Halbinsel, eisfreie Flächen auf. Die Eiskappe, die den gesamten südlichen Teil der Insel bedeckt, ist bis zu 396 m hoch.

## Geologie
Die eisfreie Oberfläche der Spathhalbinsel wird von fossilreichen Ton- und Sandsteinen der Snow-Hill-Island-Formation und der López-de-Bertodano-Formation geprägt, die der oberen Kreide zugeordnet werden und sich auch auf den Nachbarinseln fortsetzen. Neben Versteinerungen von Wirbellosen, vor allem Schnecken, Muscheln, Ammoniten, Seeigeln und Korallen, wurden auch Fußabdrücke von Dinosauriern gefunden.

## Fauna

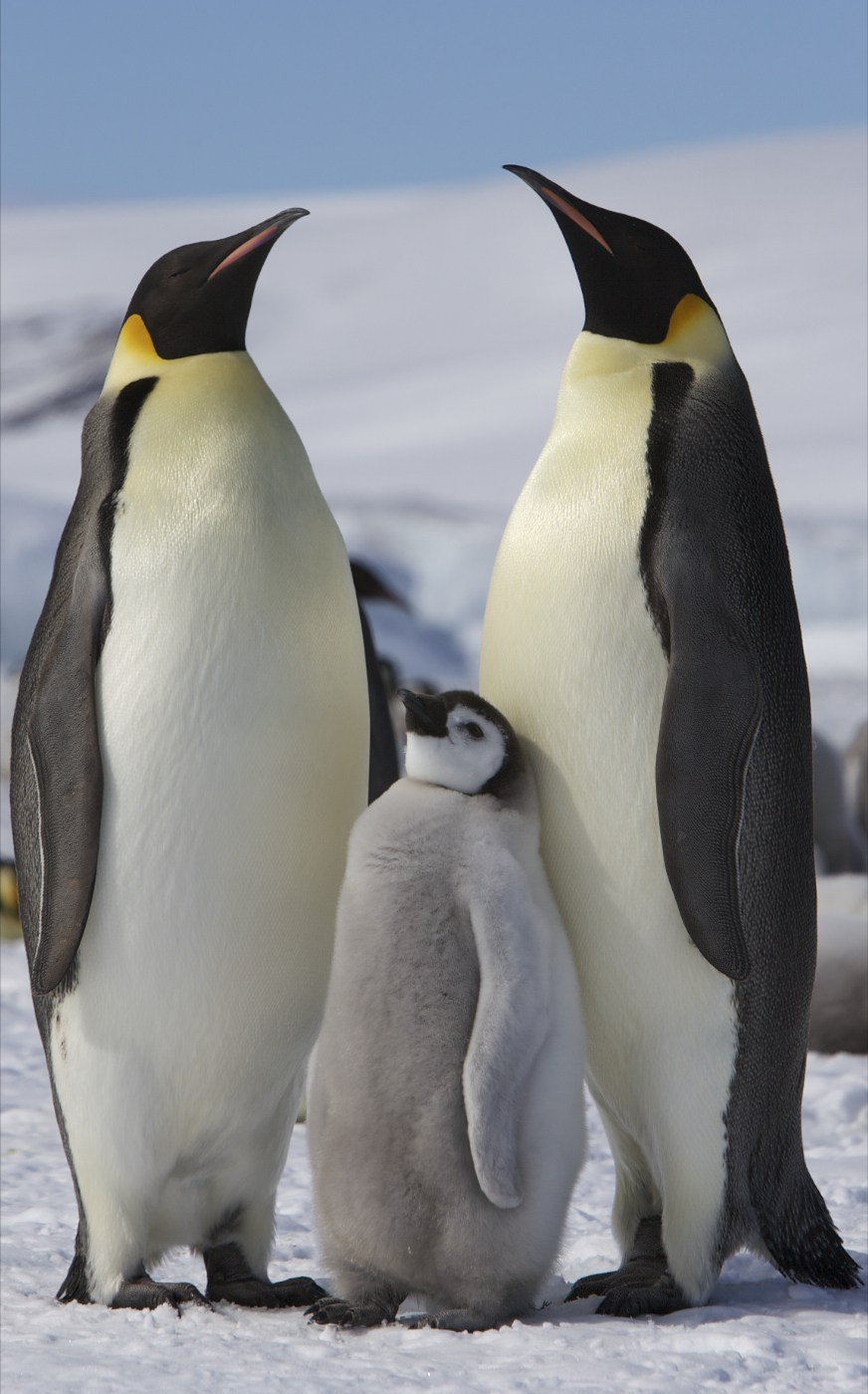
Kaiserpinguine auf Snow Hill Island

Südwestlich von Snow Hill Island befindet sich eine große Brutkolonie von Kaiserpinguinen. In direkter Nachbarschaft zur Insel wurden im November 2004 auf 263 ha Festeis 4000 bis 4200 Brutpaare gezählt. Die Kolonie wird von BirdLife International als Important Bird Area (AQ069) ausgewiesen.

## Geschichte

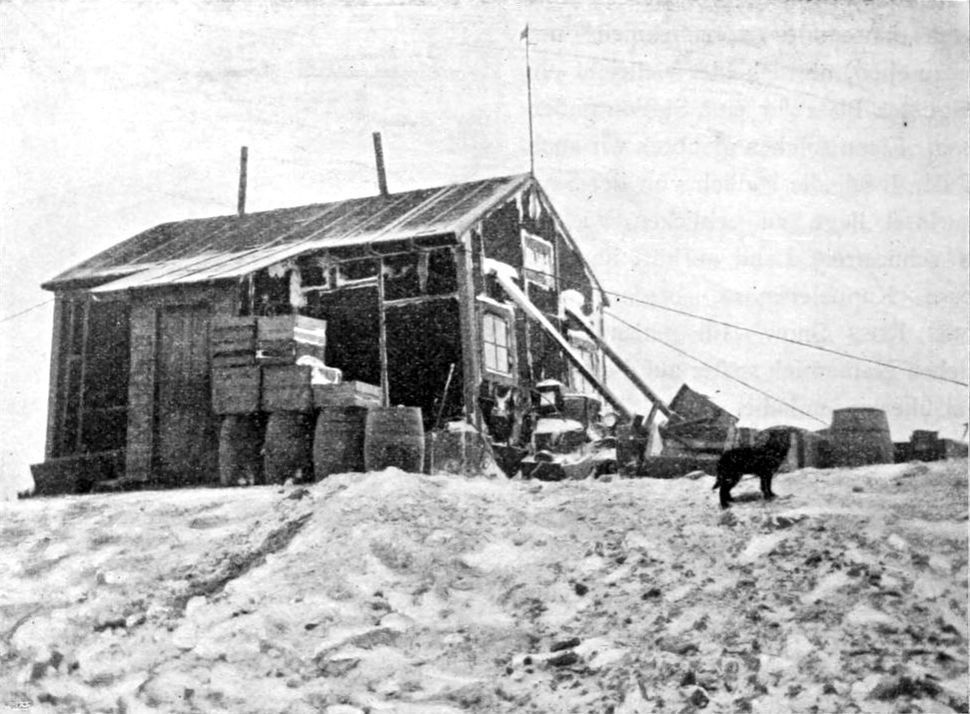
Hütte der schwedischen Antarktis-Expedition auf Snow Hill Island (1902)

Die Insel wurde erstmals am 6. Januar 1843 von James Clark Ross gesichtet, der sie allerdings gemeinsam mit James Ross Island für einen Teil der Antarktischen Halbinsel hielt. Da die Eiskappe der Insel in deutlichem Kontrast zu den nördlich angrenzenden schneefreien Gebieten stand, verzeichnete er sie in seiner Karte als Snow Hill.
Den Inselcharakter von Snow Hill Island konnte erst die schwedische Antarktisexpedition unter Leitung von Otto Nordenskjöld nachweisen, die hier 1902 und 1903 überwinterte. Nordenskjöld, der am 14. Februar 1902 auf der Insel landete, wollte hier eigentlich nur einen arktischen Winter verbringen, konnte die Insel aber nicht verlassen, weil das von Kapitän Carl Anton Larsen geführte Expeditionsschiff Antarctic am 21. Februar 1903 im Weddellmeer nach schwerer Eispressung gesunken war. Nordenskjöld nutzte die Zeit, um die Umgebung auf ausgedehnten Schlittentouren zu erforschen und zu kartieren. Er entdeckte den Prinz-Gustav-Kanal und bewies damit, dass auch James Ross Island eine Insel ist. In seinem Lager wurde die bis dahin längste meteorologische Messreihe in der Antarktis aufgenommen. Am 8. November erreichte Kapitän Julián Irizar (1869–1935) als Leiter einer argentinischen Rettungsexpedition mit der Korvette Uruguay Snow Hill Island und bewahrte Nordenskjöld vor einer weiteren Überwinterung.
Im Dezember 1934 startete Lincoln Ellsworth mit dem Piloten Bernt Balchen von Snow Hill Island aus zu einem Flug entlang der Küste der Antarktischen Halbinsel. Sich verschlechterndes Wetter hinderte ihn aber daran, den Kontinent wie geplant zu überqueren. Das gelang ihm erst ein Jahr später, als er von der Dundee-Insel bis zur Bucht der Wale am Rossmeer flog.

## Tourismus
Die Insel wird gelegentlich von Touristen besucht, einerseits wegen der hier anzutreffenden Kaiserpinguine, andererseits wegen der Reste des schwedischen Lagers von 1902/1903. Nordenskjölds Hütte ist heute als Historische Stätte und Denkmal HSM-38 unter den Schutz des Antarktisvertrags gestellt. Ihr Besuch ist streng reglementiert.